# Stella McCartney
Stella Nina McCartney OBE (Londres, 13 de Setembro de 1971) é uma estilista britânica, filha do  ex-Beatle Paul McCartney e da fotógrafa norte-americana Linda McCartney.

## Carreira e família

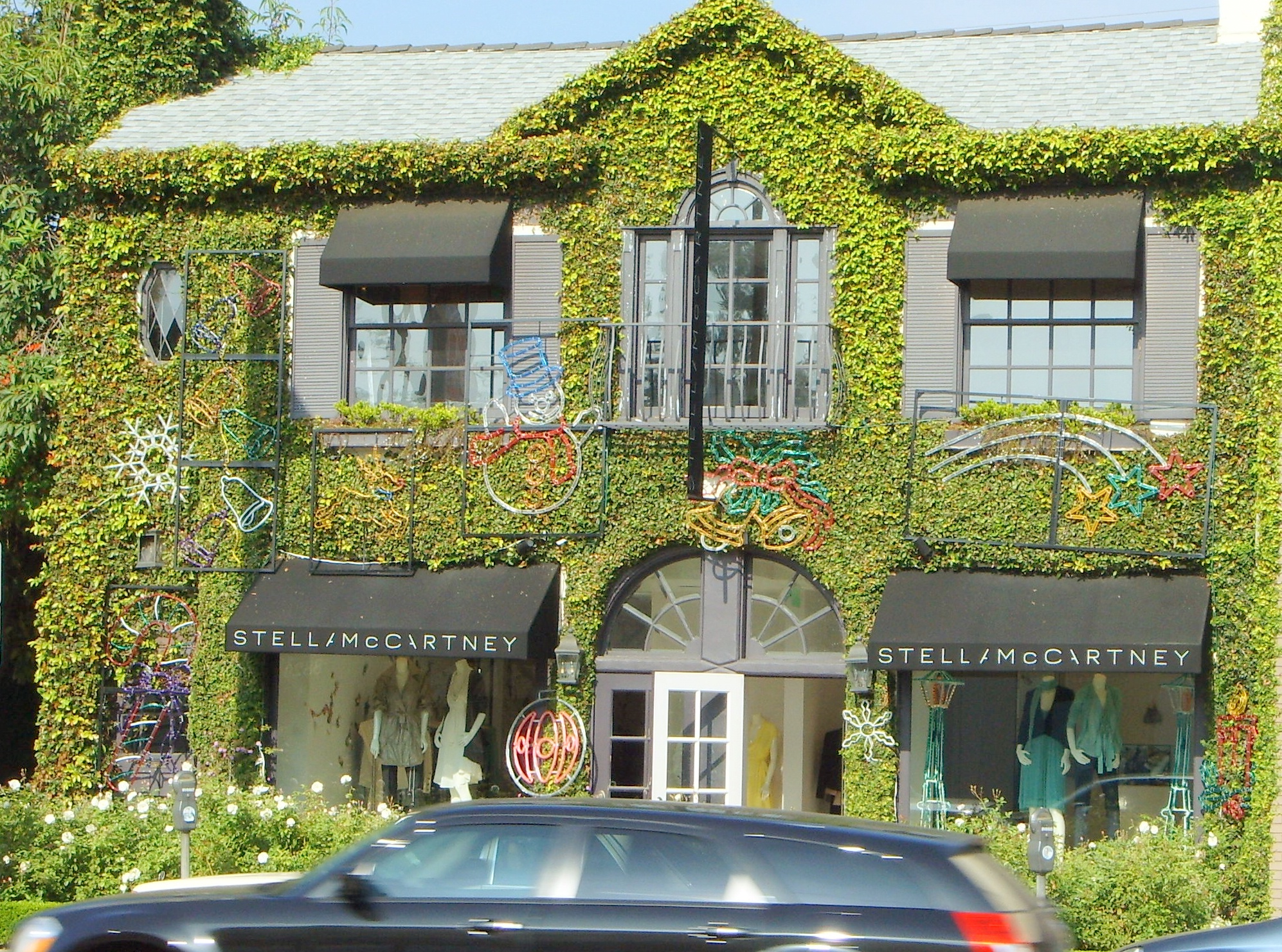
Loja da grife Stella McCartney em Beverly Hills, Califórnia, EUA, em 2005.

Stella McCartney começou a se interessar pelo design de roupas desde sua adolescência e fez estágio com Christian Lacroix com a idade de 15 anos, também trabalhou com Tom Ford na Gucci e depois foi escolhida para substituir Karl Lagerfeld quando ele saiu da Chloé. Criou em 2001 a grife de luxo que leva o seu nome, Stella McCartney. Em 2003, casou-se com Alasdhair Willis, editor da revista Wallpaper, com quem tem quatro filhos. Tem uma meia-irmã mais velha, Heather McCartney (nascida nos EUA), que trabalha como ceramista; uma outra irmã mais velha, Mary McCartney, também fotógrafa; um irmão mais novo, James McCartney, que também é músico, e uma meia-irmã mais nova, Beatrice McCartney, filha de seu pai com Heather Mills. Stella McCartney é porta-voz dos direitos dos animais e não usa pele nem couro em suas coleções.